# Minnesota Lynx 2020
La stagione 2020 delle Minnesota Lynx fu la 22ª nella WNBA per la franchigia.
Le Minnesota Lynx arrivarono quarte nella Western Conference con un record di 14-8. Nei play-off vinsero al secondo turno con le Phoenix Mercury (1-0), perdendo poi la semifinale con le Seattle Storm (3-0).

## Roster
| N° | Naz.                   | Ruolo | Sportivo                | Anno | Alt. | Peso |
| -- | ---------------------- | ----- | ----------------------- | ---- | ---- | ---- |
| 0  | Stati Uniti (bandiera) | A     | Karima Christmas        | 1989 | 183  | 95   |
| 1  | Stati Uniti (bandiera) | G     | Odyssey Sims            | 1992 | 173  | 74   |
| 2  | Stati Uniti (bandiera) | G     | Crystal Dangerfield     | 1998 | 165  | 55   |
| 4  | Stati Uniti (bandiera) | G     | Lexie Brown             | 1994 | 175  | 72   |
| 5  | Stati Uniti (bandiera) | A     | Megan Huff              | 1996 | 193  |      |
| 6  | Canada (bandiera)      | GA    | Bridget Carleton        | 1997 | 185  | 88   |
| 15 | Stati Uniti (bandiera) | G     | Rachel Banham           | 1993 | 175  | 78   |
| 21 | Regno Unito (bandiera) | A     | Mikiah Herbert Harrigan | 1998 | 188  | 68   |
| 24 | Stati Uniti (bandiera) | G     | Napheesa Collier        | 1996 | 188  | 83   |
| 24 | Stati Uniti (bandiera) | A     | Erica McCall            | 1995 | 1885 | 83   |
| 34 | Stati Uniti (bandiera) | C     | Sylvia Fowles           | 1985 | 198  | 94   |
| 40 | Canada (bandiera)      | C     | Kayla Alexander         | 1991 | 193  | 84   |
| 42 | Stati Uniti (bandiera) | G     | Shenise Johnson         | 1990 | 180  | 76   |
| 92 | Brasile (bandiera)     | A     | Damiris                 | 1992 | 191  | 93   |

## Staff tecnico
- Allenatore: Cheryl Reeve
- Vice-allenatori: Plenette Pierson, Katie Smith, Rebekkah Brunson
- Preparatore atletico: Chuck Barta
- Assistente preparatore atletico: Kate Taber